# Kazimierz Cyganek
Kazimierz Cyganek (ur. 8 marca 1903 w Zadrożu, zm. 10 czerwca 1989 w Giżycku) – polski duchowny katolicki, historyk amator, kapelan wojskowy, wieloletni proboszcz i dziekan pasłęcki.

## Życiorys
Urodził się w wielodzietnej rodzinie drobnych rolników (miał dziesięcioro rodzeństwa); uczęszczał do gimnazjów kolejno w Ojcowie, Kielcach i Tarnowskich Górach, naukę łącząc z pracą urzędnika kolejowego. Maturę uzyskał w 1928 w liceum archidiecezjalnym w Wilnie. Należał do Wileńskiego Koła Teologów, a także wraz z kolegami organizował prelekcje, w tym dla kolejarzy. W latach 1928–1934 odbył studia w metropolitalnym seminarium duchownym w Wilnie, jednocześnie na Wydziale Teologicznym Uniwersytetu Stefana Batorego (uzyskał dyplom magistra teologii). Święcenia kapłańskie otrzymał 26 maja 1934 w Wilnie z rąk arcybiskupa Romualda Jałbrzykowskiego.
Na pierwszą placówkę duszpasterską skierowany został do Krynek koło Sokółki, gdzie do 1935 był wikariuszem i prefektem.  W latach 1935–1937 wypełniał analogiczne funkcje w Trzciannem. W 1938 objął probostwo w Piaskach i Zelwianach koło Wołkowyska.
Został przeniesiony z pospolitego ruszenia do rezerwy i mianowany kapelanem rezerwy ze starszeństwem z 1 stycznia 1939 i 390. lokatą w duchowieństwie wojskowym wyznania rzymsko-katolickiego.
Zmobilizowany latem 1939, został kapelanem 42 Pułku Piechoty w Białymstoku. Po rozbiciu pod Zambrowem 18 Dywizji Piechoty, w skład której wchodził jego pułk, ks. Cyganek trafił do niewoli niemieckiej. Udało mu się zbiec z obozu jenieckiego.
Powrócił w 1940 do diecezji, pracował jako wikariusz w Trzciannem, w 1941 w Krypnie, a od 1942 po tragicznej śmierci poprzedniego wikarego ks. Edwarda Junga – w Knyszynie. Spędził tu, u boku administratora knyszyńskiej parafii oraz późniejszego kanclerza warmińskiej kurii biskupiej ks. Franciszka Bryxa, resztę wojny; wykorzystując bogate zasoby archiwum parafialnego, a także inne materiały, przygotował monografię Knyszyna, w której wyodrębnił część o dziejach miasta i część o dziejach miejscowego kościoła.
W styczniu 1946 przeniósł się do pracy na Warmii i Mazurach. Początkowo był wikariuszem w Giżycku, gdzie jednocześnie pełnił obowiązki prefekta w gimnazjum i liceum pedagogicznym. Od 1949 pracował jako proboszcz w Rynie, dojeżdżając zarazem do Szymonki i Sterławek. Również na kolejnym probostwie w Dąbrównie, gdzie pełnił posługę w latach 1951-1955, dojeżdżał do miejscowości okolicznych – Marwałdu, Ruszkowa i Dylewa. W latach 1955–1957 był proboszczem w Zielonce Pasłęckiej (z dojazdem do Sambrodu), a w latach 1957-1959 w Zalewie, skąd dojeżdżał do Dobrzyk i Boreczna. W okresie pracy w Zalewie był także wizytatorem nauczania religii na powiat morąski.
W 1959 mianowany został proboszczem i dziekanem w Pasłęku. Powrócił tam do swoich historycznych zainteresowań, których wyrazem stała się pozostała w maszynopisie Kronika Pasłęka. Uważany za pierwszego polskiego kronikarza dziejów Pasłęka, obdarzony został honorowym członkostwem Towarzystwa Miłośników Pasłęka. Poza Kroniką Pasłęka i wspomnianą wyżej Kroniką Knyszyna, pozostawił również kroniki rodzinnej parafii Zadroże, kronikę Zalewa oraz wspomnienia z czasów nauki w gimnazjum w Ojcowie. W 1973 przeszedł na emeryturę z funkcji proboszcza i dziekana w Pasłęku, ale pozostał w tym mieście jako rektor kościoła św. Józefa.
W lutym 1961 obdarzony został godnością kanonika honorowego kapituły kolegiackiej w Dobrym Mieście; od kwietnia 1974 był tamże kanonikiem rzeczywistym (pierwszej nominacji na kanonika rzeczywistego w lutym 1965 nie przyjął). Zmarł 10 czerwca 1989 w Giżycku, pochowany został na cmentarzu w Zadrożu w grobie, w którym pochowani są księża.